# Le Plessis-Grohan
Le Plessis-Grohan là một xã thuộc tỉnh Eure trong vùng Normandie miền bắc nước Pháp.